# Carretera Estatal de Idaho 40
La Carretera Estatal de Idaho 40, y abreviada SH 40 (en inglés: Idaho State Highway 40) es una carretera estatal estadounidense ubicada en el estado de Idaho. La carretera inicia en el oeste desde la I 15     en Downey hacia el este en la US 91     en Downey. La carretera tiene una longitud de 4,4 km (2.737 mi).

## Mantenimiento
Al igual que las autopistas interestatales, y las rutas federales y el resto de carreteras estatales, la Carretera Estatal de Idaho 40 es administrada y mantenida por el Departamento de Transporte de Idaho por sus siglas en inglés ITD.